# Captura de Damasco (1920)
A Captura de Damasco em 1920 foi o estágio final da Guerra Franco-Síria, quando as forças francesas capturaram Damasco com pouca resistência. O Reino da Síria chegou ao fim e o mandato francês da Síria foi posto em prática. Pouco depois, em Setembro de 1920, Damasco foi estabelecida como a capital do Estado de Damasco sob o Mandato Francês.

## História
A guerra dos Hashemistas contra os franceses, que eclodiu em Janeiro de 1920, logo se tornou uma campanha devastadora para o novo proclamado Reino Árabe da Síria. Preocupado com os resultados de uma longa batalha sangrenta com os Franceses, o próprio Rei Faisal rendeu-se em 14 de Julho de 1920, mas a sua mensagem não chegou ao ministro da Defesa do Rei Faisal, Yusuf al-'Azma, que ignorou o rei e liderou um exército para Maysalun para defender a Síria do avanço francês. A Batalha de Maysalun resultou numa derrota esmagadora da Síria. As tropas francesas depois marcharam mais tarde para Damasco e capturaram-na em 24 de Julho de 1920.
As tropas francesas encontraram pouca resistência dos habitantes de Damasco, mas houve tiroteios entre os franceses e os moradores dos bairros de Al-Shaghour e Al-Midan no início da entrada francesa. Um Governo pró-francês sob a liderança de 'Ala al-Din al-Tarubi foi instalado um dia depois.